# 竹下良平
竹下良平（日语：／ Takeshita Ryōhei），日本男性動畫導演、演出家。出身於宮崎縣宮崎市。

## 來歷
2002年從宮崎縣立宮崎北高等学校畢業。一橋大學畢業後，以動畫師一職進入動畫公司XEBEC上班。累積動畫、原畫、演出的經驗之後，從XEBEC離職轉身成自由動畫師持續參與。
2014年7月至9月首播的電視動畫《月刊少女野崎同學》擔任總演出，2016年7月至9月播出的另一齣電視動畫《NEW GAME！》升任副導演，2017年4月至6月首播的《情色漫畫老師》首次擔任導演。

## 主要參加作品

### 電視動畫

#### 動畫師參加作品
- 武裝鍊金（2006年，動畫）
- 英雄時代（2007年，動畫）
- 鐵馬少年 -Over Drive-（2007年，動畫）
- 棋靈少女（2007年，動畫）
- 記憶女神的女兒們（2008年，原畫、第2原畫、動畫）
- 我的狐仙女友（2008年，原畫）
- 出包王女（2008年，原畫、第2原畫、動畫）
- 今天的五年二班（2008年，原畫）
- 波菲的漫長旅程（2008年，原畫）
- PandoraHearts（2009年，原畫）
- 大小姐×執事！（2010年，原畫、OP原畫）
- MM一族（2010年，原畫、OP原畫）
- 迷糊軟網社（2011年，原畫、第2原畫）
- 輪迴的拉格朗日（2012年，原畫、OP原畫）
- 襲來！美少女邪神（2012年，原畫、OP&ED原畫）
- 輪迴的拉格朗日 season2（2012年，原畫、第2原畫、動畫）
- 槍械少女!!（2012年，原畫、ED原畫）
- 宇宙戰艦大和號2199（2013年，第2原畫）
- 襲來！美少女邪神W（2013年，原畫、OP原畫）

#### 演出參加作品
- 花河童（日语：はなかっぱ）（2011年－2012年，分鏡、演出）
- 出包王女 DARKNESS （2012年，演出、原畫、OP演出）
- 八犬傳 -東方八犬異聞- 第二期 （2013年，演出）
- 夜櫻四重奏 ～星之海～ （2013年，演出）
- 月刊少女野崎同學（2014年，總演出、分鏡、演出、原畫）
- 小長門有希的消失（2015年，分鏡、演出、ED演出、第2原畫）
- NEW GAME！（2016年，副導演、概念設定、分鏡、演出、OP2分鏡&演出&原畫）
- 輕拍翻轉小魔女（2016年，分鏡、演出）
- 情色漫畫老師（2017年，導演、分鏡、演出、OP分鏡、ED分鏡&演出）
- 多田君不戀愛（2018年，演出）
- 夜晚的水母不會游泳（2024年，導演）
- 光逝去的夏天（2025年，導演、系列構成）

### OVA
- 輪迴的拉格朗日 鴨川的日子（2012年，OP原畫）

### 電影動畫
- 劇場版 MAJOR：友情的一球（2008年，原畫）

## 來源
1. ↑  Ryōhei Takeshita[永久]. Facebook.
2. 1 2  . pixivision. 2017-06-17  [2017-07-29] （日语）.
3. ↑  . Lisani！WEB.   [2017-07-29]. （原始内容存档于2018-01-06） （日语）.
4. ↑  . 研.   [2017-07-29]. （原始内容存档于2018-01-05） （日语）.
5. ↑  . excite.NEWS.   [2017-07-29]. （原始内容存档于2018-01-06） （日语）.

## 相關項目
- 日本動畫師列表

## 外部連結
- 竹下良平的X（前Twitter） （日語）